# Quindici
Quindici – miejscowość i gmina we Włoszech, w regionie Kampania, w prowincji Avellino.
Według danych na 1 stycznia 2022 roku gminę zamieszkiwały 1844 osoby (926 mężczyzn i 918 kobiet).